# Amr Khaled Khalifa
Amr Khaled Khalifa (* 27. November 1992 in Kairo) ist ein ägyptischer Squashspieler.

## Karriere
Amr Khaled Khalifa begann seine professionelle Karriere im Jahr 2008 und gewann bis 2012 acht Turniere auf der PSA World Tour. Seine höchste Platzierung in der Weltrangliste erreichte er mit Rang 50 im März 2012. Bereits in seiner Zeit bei den Junioren feierte er große Erfolge. 2010 gewann er die Junioren-Weltmeisterschaft gegen Ali Farag mit 8:11, 11:9, 12:10 und 11:7.
2012 verließ er die PSA World Tour und nahm ein Studium an der St. Lawrence University auf, für deren Mannschaft er fortan im College Squash spielte.

## Erfolge
- Gewonnene PSA-Titel: 8